# 菲利普斯埃克塞特學院圖書館
42°58′44″N 70°56′58″W / 42.97889°N 70.94944°W
菲利普斯埃克塞特學院圖書館（英語：Phillips Exeter Academy Library），又稱1945屆畢業生圖書館（英語：Class of 1945 Library），位於美國新罕布夏州埃克塞特，為獨立寄宿學校菲利普斯埃克塞特學院（Phillips Exeter Academy）的圖書館，同時也是當前全世界藏書量最大的中學圖書館，目前共有藏書160,000冊，總藏書容量則可達250,000冊。
1950年代，由於原圖書館的建築面積已不敷使用，學校決定興建新圖書館。最初，學校所找建築師提交的方案符合圖書館傳統的設計風格，但校方最終捨棄該方案。:184:26為建造更現代的圖書館，校方於1965年將新圖書館的設計工作交給路易·康負責。:186圖書館於1971完工，並於隔年正式開幕。1997年，圖書館榮獲美國建築師學會頒發二十五年獎，該獎項每年僅頒發給一座建築作品。
圖書館的主體結構由三個空心的正方柱體組成，可分別稱之為外層、中層和內層。外牆由紅色的承重磚所建，面向戶外的牆面即是圖書館的立面（façade）。:309閱覽區位於外牆和中牆之間，空間內有許多閱覽桌（carrel desk）供讀者使用。藏書區於中牆和內牆之間，因此兩道牆皆為鋼筋混凝土結構，以承受書架和書本較大的重量。由於四座內牆面對圖書館的中庭空間，因此建築師在每座內牆挖出一個巨大的圓洞，使人們能從中庭看見藏書區內的書架，增添視覺震撼。:129

## 歷史與服務

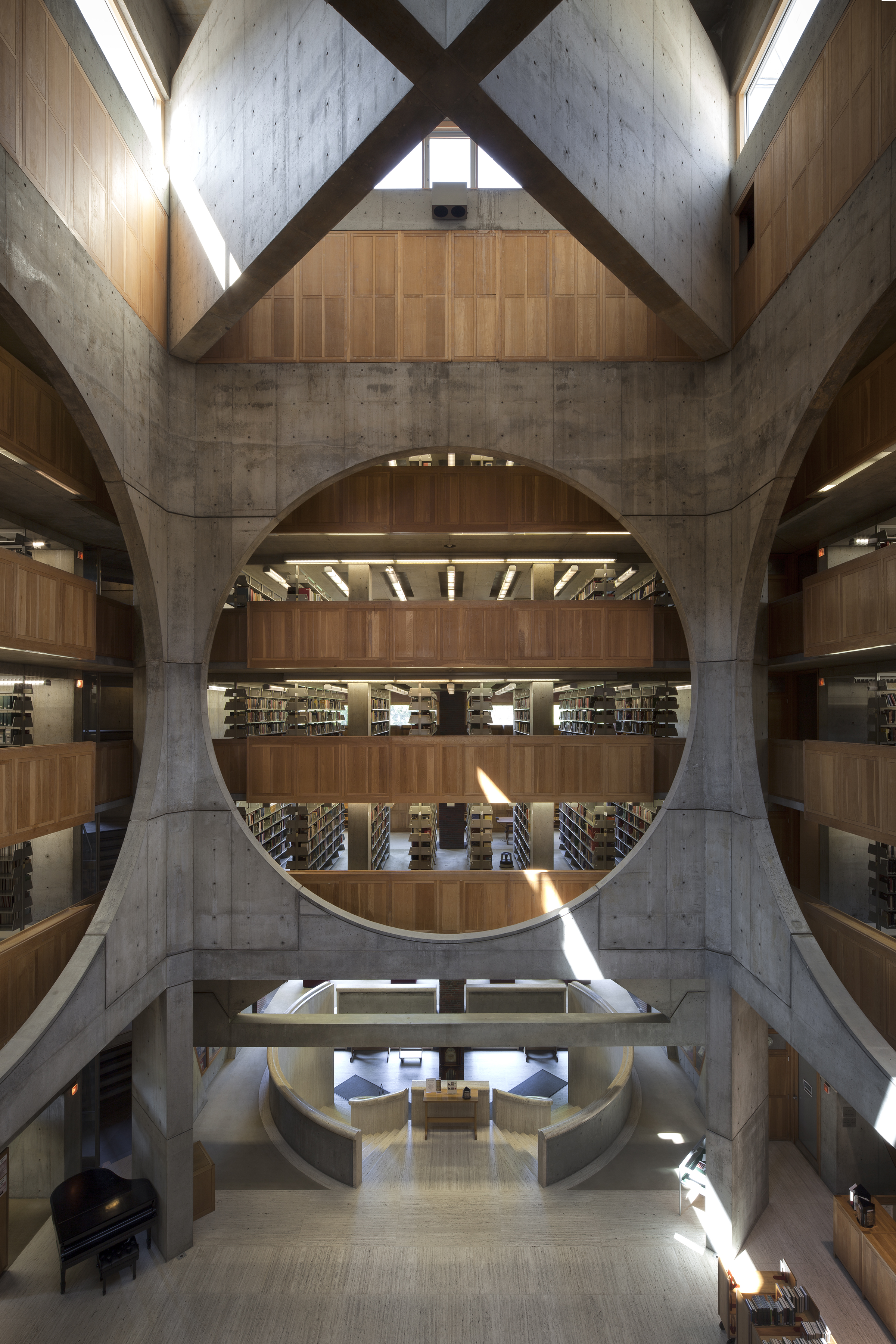
圖書館的中庭，上方可見相交的結構樑，下方可見弧形樓梯

菲利普斯埃克塞特學院的第一代圖書館僅是一間小房間。根據一位1833屆畢業生回憶：「當時圖書館的藏書包括一些古老的基督教經典，以及一些極少有人讀的歷史書籍。」截至1905年，圖書館也僅有兩間房間和約莫兩千冊的藏書。
1912年，第二代圖書館啟用，並得名戴維斯圖書館（Davis Library），藏書容量增加至5,000冊。儘管第二代圖書館的設計已較第一代圖書館進步許多，仍無法滿足日後的需求，比如書庫不對學生開放，且館長辦公室位於書庫入口，以管制人員出入。此外，藏書的選擇完全由成員全部為男性教師的委員會決定，女性館長無權干涉。
1950年，羅德尼·阿姆斯壯（Rodney Armstrong）接任戴維斯圖書館的館長，成為首位具有圖書館學研究生學位的館長。阿姆斯壯上任之初便將書庫開放供學生使用，但圖書館空間的不足依然是一大難題。當時圖書館的藏書以達3.5萬冊，由於空間不足，許多書籍被迫收納於紙箱內。經過多年的爭取，阿姆斯壯成功說服校方興建新的圖書館。
1965年，路易·康被任命為第三代圖書館的建築師。1971年，新圖書館正式完工。:390,394建築史學者文森特·斯考立（Vincent Scully）深知該建築將對建築史影響深遠，因此將一張圖書館的照片選為自己2003年出版的著作《現代主義建築與其他文章集合》（Modern Architecture and Other Essays）的封面照。
1971年11月16日，為讓全體師生和學校職員將舊圖書館的藏書（當時有60,000冊）搬移至新圖書館，全校停課一天。:2041972年10月21日，圖書館正式開幕，建築師路易·康親臨現場致詞。
亨利·貝德福德（Henry Bedford）於新圖書館完工後不久接任館長，他任內除了監督新舊圖書館的交接過程，也為圖書館帶來新的管理制度。在貝德福德的領導下，圖書館員的地位提高許多，他鼓勵他們充當教職員的角色，而非只是負責維持館內的安寧。圖書館也在這段期間迎來一部鋼琴，並開始舉辦演講和音樂會等活動。
1977年，賈桂琳·湯瑪斯（Jacquelyn Thomas）成為圖書館的首位全職館長。截至2006年，她領導的七位圖書館員皆擁有圖書館學的研究生學歷。湯瑪斯任內，圖書館的藏書持續增加，在她離任時已可和小型文理學院的藏書規模相比。如今，圖書館的藏書已達160,000冊，共分布於九個不同的樓層，總容量則可達250,000冊，為目前全世界規模最大的中學圖書館。此外，圖書館還藏有一些校友的出版物，並設有館史檔案室。
該圖書館為校園內首座完成電腦化的校舍，這要歸功於建築師路易·康和前館長羅德尼·阿姆斯壯的先見之明，他們早在圖書館的設計階段就已為電腦纜線預留空間，以因應資訊革命的需求。
1995年，圖書館被命名為1945屆畢業生圖書館，以紀念學校的第八任校長劉易斯·佩里（Lewis Perry）博士，佩里於1914年至1946年擔任校長職務。

## 聘請路易·康擔任建築師

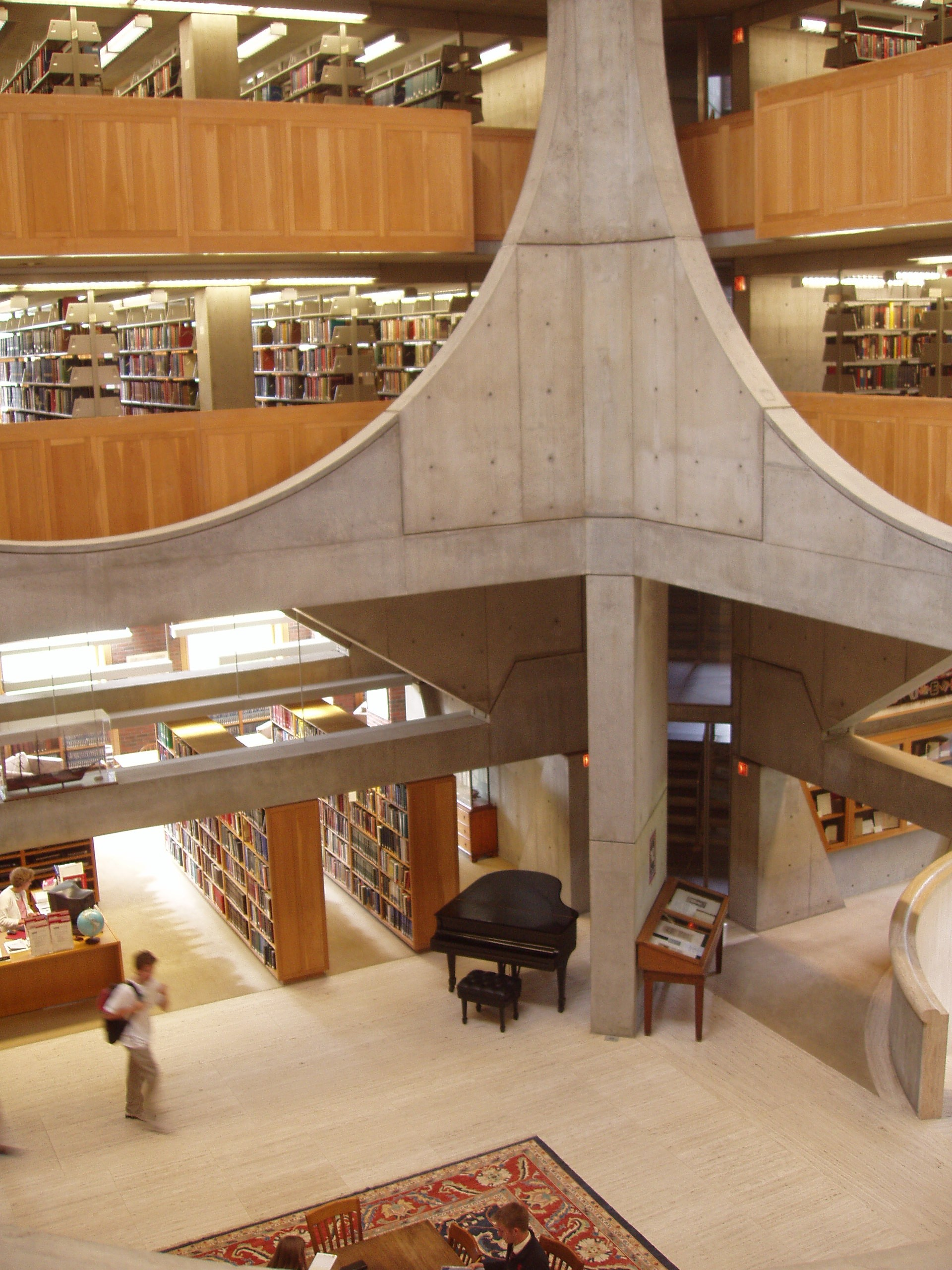
圖書館中庭一角，牆角的平台鋼琴在舉辦音樂會的時候會挪出來使用

校方早於1950年便已計畫興建新圖書館，但在之後的幾年進度相當有限。1960年代中期，學校聘請奧康納與齊哈姆建築師事務所（O'Connor & Kilham）設計第三代圖書館，設計團隊按傳統圖書館設計提交的方案得到校方採納。此前，該團隊曾參與設計巴納德學院、阿默斯特學院和西點軍校的圖書館。1964年，理察·戴（Richard Day）就任新校長，他對該團隊提交設計並不滿意，決定捨棄該方案，另找團隊重新設計。他發下豪語，宣布：「我們要為圖書館找來當代最頂尖的建築師負責設計。」:184:26
原方案遭否決後，學校的建築委員會受命負責尋找新的建築師，委員會面試了許多知名的建築師，包括路易·康、保羅·魯道夫、貝聿銘、菲力普·強生和愛德華·拉臘比·巴恩斯。:390其中，路易·康被幾位較具聲望的委員看中，但讓委員最終選擇路易·康的關鍵因素是喬納斯·索爾克的一通電話。索爾克為脊髓灰質炎疫苗的發明人，他創立了索爾克生物研究所（Salk Institute for Biological Studies），其總部大樓便是由路易·康所設計。此外，索爾克的長子還曾在菲利普斯埃克塞特學院就讀，為1961屆的畢業生。索爾克親自致電圖書館的時任館長羅德尼·阿姆斯壯，並邀請全體委員會成員到加州參觀剛完工不久的索爾克研究所總部。由於外界對索爾克研究所的設計佳評如潮，路易·康也因此聲名大噪。在參觀完索爾克研究所後，委員會對路易·康的設計感到相當滿意。1965年11月，路易·康正式當選新圖書館的建築師。:186
在此之前，路易·康曾向聖路易斯華盛頓大學新圖書館提交設計方案。儘管方案最終未被採納，他對圖書館的設計已形成相當成熟的理念。:305他本人對書本非常尊崇，曾言道：「書本的價值無窮。沒有人曾為書本付費，他們付出的費用僅僅是印製的費用。」:290他將書本視為恩賜，曾如此形容：「作為恩賜，書本如此珍貴，能得到這份恩賜是何等幸運。而圖書館讓我們懂得珍惜這份恩賜。」
建築委員們謹慎細微地構思了他們對新圖書館的各種期待，將五十多個不同的草案鉅細靡遺地向建築師報告，並彙編成一份內容極為詳盡文件。:187較早的設計方案包含一些後來被否決的項目，這當中包括屋頂花園和兩座位於室外的開敞式樓梯間。建築委員會認為路易·康的設計未充分考慮到新英格蘭地區冬季的寒冷氣候，因此否決了這些方案。:189

## 建築設計
圖書館的建築物大致呈立方體：四面外牆的寬度和高度分別為111英呎（33公尺）和80英呎（24公尺）。:309建築結構由外中內三座中空且中心點位置相同的方體所組成，建築師路易·康將這些中空方體稱為「甜甜圈」（doughnuts）。:87《路易·伊撒多·康》（Louis I. Kahn）的作者羅伯特·麥卡特（Robert McCarter）指出：「早在設計階段的初期，路易·康已將三種功能不同的空間構想為為三座不同的建築物，三者的尺度和建材也有所不同，因此之間的關係可類比為『建築物中的建築物』。」:306最外圍的空間為閱覽區，區域內有設有多張閱覽桌，結構則是以紅磚砌成。第二層空間為書架所在之處，為鋼筋混凝土結構。中庭則是最內層的空間。
圖書館的冷暖空調設備設於鄰近的食堂內，該建物同樣為路易·康的作品，設計的年代也相同，惟其知名度和重要性遠不及圖書館本身。:202

### 外部設計
建築委員會於圖書館的設計文件當中對建築師提出了以下要求：「新建圖書館在設計上應避免矯飾的建築風格，除了要使人感到美觀和親切外，還須符合當代的建築風格。」路易·康按建築委員會的要求，為圖書館設計了較為樸實的外觀，由於圖書館位於新英格蘭的小鎮內，這種建築風格和圖書館周邊的環境毫不違和。外牆的立面由紅磚砌成，每面窗戶的外部周圍由柚木材質的板件點綴，內部則和閱覽桌對齊以提供採光。和當時許多紅磚外牆的建築不同，菲利普斯埃克塞特學院圖書館並非鋼結構建築，因此紅磚本身不僅有裝飾的作用，還是主結構的一部份，圖書館的外層結構體完全由這些紅色的承重磚所組成。外牆上窗戶與窗戶之間牆墩的寬度隨著樓層越高而收窄，反之窗戶的寬度隨樓層越高而越寬，這是建築師別出心裁的巧思，使紅磚的承重作用能在視覺上充分地表現出來。:309建築師路易·康本人如此形容：「由於承載的重量不同，上方的磚塊像是正在跳舞的仙女一般，下方的磚塊則在大聲地哀號。」
四個立面並非直角相接，而是採用倒角處理，使外層結構在視覺上顯得更加立體，從建築物外面便能察覺其深度。《麥米倫建築師百科》（Macmillan Encyclopedia of Architects）中指出：「路易·康有時候將建築視為由四面『板壁』圍起來的物件，為強調這種結構形式，因此會刻意在板壁相交之處加入空隙。位於新罕布夏州埃克塞特的菲利普斯埃克塞特學院圖書館便是其中一個經典案例。」:540這四座內部設有閱覽區的「磚造板壁」深度皆為16英呎（4.9公尺）。:308
由於每個立面牆上最高的一排的窗口位於屋頂之上，因此不像底下的窗口一樣由玻璃覆蓋。建築史學者文森特·斯考立（Vincent Scully）認為，路易·康是受到古代建築中的石造實心牆所啟發，這種石牆雖有窗口，但沒有玻璃。:4最上排窗口底部高出屋頂6英呎（1.8公尺），形成圍繞屋頂的迴廊。:320
另一座迴廊則位於地面層，由於路易·康不希望將圖書館的大門成為視覺上的主角，因此刻意將大門隱藏在迴廊中。不過在最初的方案中，路易·康為大門前方設計了一座由鋪面覆蓋並設有景觀造景的廣場，儘管該方案和最終方案一樣，四個立面的外觀完全相同，但廣場的存在會將視覺的重點集中到大門所在的立面上。:191建築史學者威廉·喬迪（William Jordy）稱：「儘管大門的隱藏式設計有違常理，但這種設計忠實地反映了路易·康設計此建築的順序，他最先設計的部份便是最外層的閱覽區，並為每座閱覽桌設置專屬的窗戶。」
- 圖書館外觀，立面相交處採倒角設計
- 外牆立面由承重磚砌成，窗戶的位置和室內的閱覽桌對齊。窗戶由玻璃和木板組成，窗間牆墩的寬度隨樓層越高而遞減
- 地面層的迴廊
- 屋頂層的迴廊

### 內部設計
從正門進入圖書館，映入眼簾的是一對混凝土結構、表面由洞石砌成的弧形樓梯。走到樓梯頂端，便進入氣派的中庭空間，中庭的四個牆面各有一個巨大的圓形空洞，透過空洞可看見每層樓一排排的書架。仰頭望向上方，可見一對相交的巨大結構樑，陽光從結構樑一旁的側窗進入室內，經結構樑的過濾為中庭提供自然採光。
《路易·康：超越時間和風格》（Louis Kahn: Beyond Time and Style）一書的作者卡特·懷斯曼（Carter Wiseman）表示：「豪不易外地，許多人將進入埃克塞特圖書館中庭空間的體驗同進入一座大教堂的巴西利卡相類比。路易·康希望學生們在進入中庭時能被該空間所震撼，使他們在心態上能更加謙遜，他也確實成功做到了這點。」:194曾在路易·康建築師事務所工作的大衛·萊因哈特（David Rineheart）則指出：「對於路易而言，每座建築就如同一座殿堂。索爾克研究所是科學的殿堂。孟加拉國國民議會廳是政府的殿堂。埃克塞特圖書館則是學習的殿堂。」:180
按建築委員會的設計要求，人們在中庭內要能夠對圖書館的空間布局一目了然，因此路易·康為中庭的每座牆面設計了巨大的圓形開口，使人們透過開口便能看到藏書區內的書架。
中庭空間的寬度為32英呎（9.8公尺），高度自中庭底部至天花板底部測量為52英呎（15.8公尺）。高寬比大致呈黃金比例，這種比例在古希臘被視為建築物最理想的尺度比例。:309
在中庭空間中，圓形和正方形十分戲劇性地結合在一起，這種搭配是刻意向古羅馬建築師維特魯威的范式幾何致敬。:129路易·康還強調，人體的比例可同時嵌入圓形和正方形當中，這種理論在李奧納多·達文西著名的素描《維特魯威人》中也有提及。圓形和方形的搭配在路易·康的其他作品中也反覆出現。
建築委員會要求圖書館必須設有大量的閱覽桌（最終設有210張），且閱覽桌應設於窗戶邊，以利自然採光。自然採光的設計要求和路易·康的建築理念不謀而合，他本人厭惡使用電燈，即使在天暗的時候，他也寧可窩在窗邊工作。每張閱覽桌旁皆設有一面小窗，小窗的滑門用於調整採光的強弱，每對（兩張）閱覽桌旁的上方則設有一面大型窗戶。
路易·康早在數年前提交未被採納的聖路易斯華盛頓大學新圖書館設計方案時，便已將閱覽桌設於室內空間的外圍。傳統圖書館的設計中，一般會將藏書空間和閱覽空間分開，通常藏書區位於外圍，而閱覽區位於中央。路易·康在聖路易斯華盛頓大學的方案中顛覆了這種配置，他認為閱覽區應設於自然採光優良之處，且不得距離藏書區太遠。:304他最喜歡在圖書館做的事情便是從書架上取下書本，然後走幾步路到窗邊細看。他稱：「手拿著書的人會走往光線明亮的地方。來圖書館閱讀的過程本應如此開始。他不會走到五十英呎外的地方將電燈打開。」:76閱覽區採挑高設計，樓高等同藏書區的兩層樓高，因此若將相鄰的兩個區域視為單一區域，藏書區的上層可說是閱覽區的夾層，站在夾層上可俯視下方的閱覽區。以此類推，圖書館的樓層編號由下而上分別為：B、G、1、1M、2、2M、3、3M和4。閱覽區的另一邊則望向中庭空間。
路易·康認為，外牆立面「板壁」結構的龐大量體十分隱密，這種設計非常符合閱覽區的需求。:305在說明聖路易斯華盛頓大學新圖書館的設計方案時，他特別提及一座位於英格蘭達拉謨的修道院圖書館，該圖書館也採用將閱覽桌設於室內空間外圍的布局。他稱：「我試圖構想一種在結構的形式上能和空間的配置上吻合的結構系統，閱覽桌的排列必須和支撐它們結構系統相呼應。……承重石牆上的壁龕和拱頂若能對應閱覽桌的位置，則為這種空間配置提供了最美觀的結構形式。」:69-70:304
- 由正門進入圖書館後映入眼簾的是一對弧形樓梯，其表面由洞石砌成
- 設有採光側窗的樓梯間
- 圖書館最外層的結構體由承重磚砌成，閱覽區位於其內部，並設有大量閱覽桌。閱覽空間採挑高設計，每層樓的高度等於藏書區的兩層樓高
- 閱覽區與藏書區相鄰，前者位於後者的外圍，並採挑高設計，因此由藏書區內的夾層可俯視閱覽區內的閱覽桌
- 藏書區的夾層亦設有閱覽桌
- 中庭空間角落的混凝土結構，方形的牆面被嵌入圓形的空洞，並服貼於藏書空間的結構體之前

## 評價

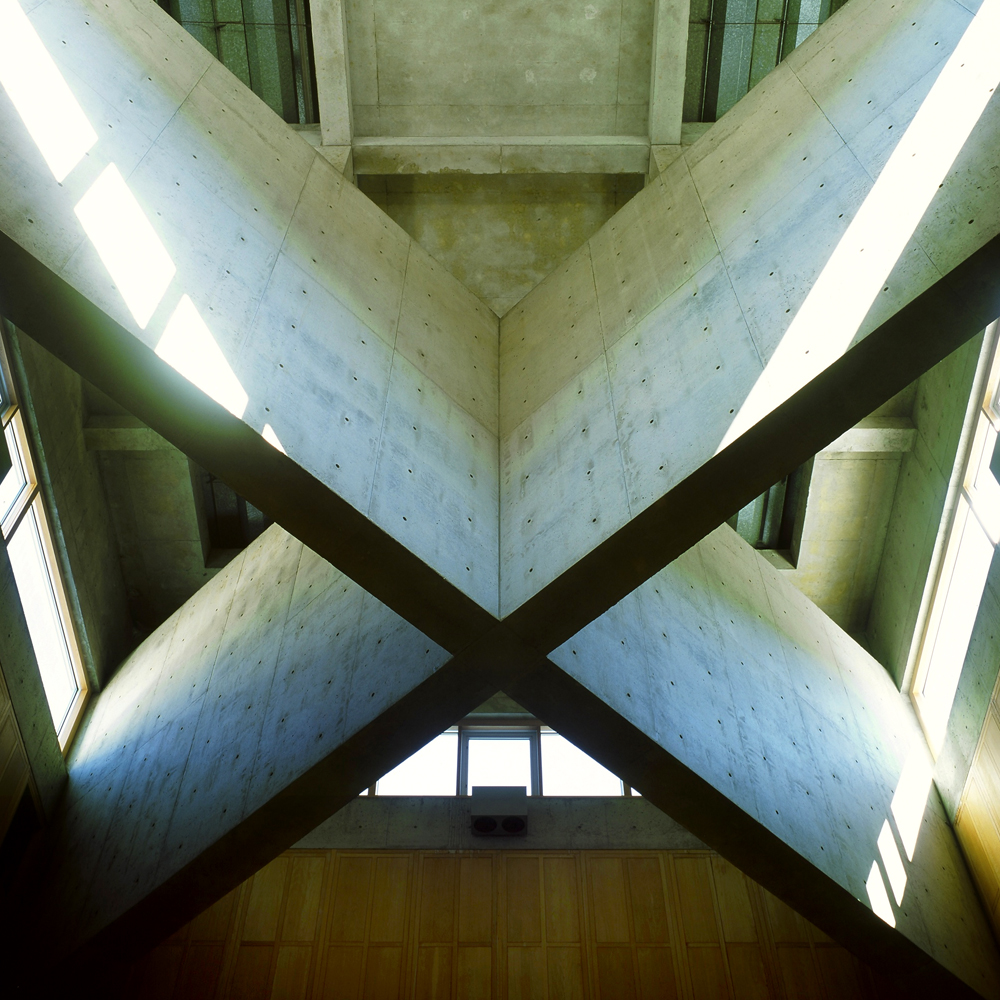
陽光經由中庭上方對角相交的巨大結構樑進入室內，為內部空間提供自然採光

建築專家們對路易·康的設計存在不同的解讀，其中一項爭論便是為何中庭上方的結構樑如此巨大。對此，卡特·懷斯曼（Carter Wiseman）認為：「儘管結構樑看似也實際上具有結構上的功能，但其高度遠超過實際需求。結構樑的另一項同等重要的功能在於將由側窗進入室內的陽光過濾掉一部分，使剩餘的陽光能透過反射為中庭空間提供採光，而結構樑充足的高度能避免過多陽光進入室內。」:198莎拉·威廉斯·戈德哈根（Sarah Williams Goldhagen）推測這種設計不僅僅是功能上的考量，她表示：「埃克塞特學院圖書館具採光功能的天花板下方的X形混凝土結構樑被刻意加大乃是為了營造視覺震撼。」凱薩琳·詹姆斯-查克拉博蒂（Kathleen James-Chakraborty）則進一步形容：「這座建築最崇高的體驗便是懸在空中、被採光窗照亮的十字形結構樑，其巨大的重量使得身在中庭內的人們感覺結構樑隨時要垮下來一般。館內常見的紅磚和柚木材質帶給人們的是熟悉和溫馨的感受，令人感到壓迫的結構樑則喚起人們的恐懼心理。」:87路易·康並非首次採納這種設計，他在此前數年設計的羅徹斯特第一基督教教堂內部亦存在巨大的混凝土結構。本圖書館的設計除了常被拿來和當代的宗教建築比較，還有人將其和各種符號做聯想，比如有人指出圖書館內部空間的平面圖同印度教的梵天實在曼荼羅（Vastu Purusha Mandala）存在相似之處，各種解讀可說是因人而異。:169-170
另一項爭論則在於路易·康在他的一些作品中究竟是加入了哪些建築元素來營造在廢墟中才能感受到的永恆氛圍，這種氣氛在他的設計理念中又有多重要。對此，路易·康在評論自己的另一個作品時稱自己設計理念的精華在於「用廢墟把建築物包圍」，比如將立面外牆的窗口刻意留空，而不使用玻璃覆蓋，使建築物的外觀和廢墟相似。:10建築史學者文森特·斯考立（Vincent Scully）於《路易·伊撒多·康與古羅馬的遺蹟》（Louis I. Kahn and the Ruins of Rome）一文中指出，「用廢墟把建築物包圍」的理念體現於路易·康的許多作品中，其中包括本圖書館。他還進一步推論：「路易·康無意將菲利普斯埃克塞特學院的圖書館設計成一座建築物，他希望這座建築維持廢墟的樣貌。四個立面並未在上方連接在一起，而是保留空心的外殼。」:12義大利建築師羅馬爾多·朱爾格拉（Romaldo Giurgola）則在其為《麥米倫建築師百科》（Macmillan Encyclopedia of Architects）撰寫的推薦序中提出另一種解讀，認為這種設計主要還是功能的考量。他在評論外觀上採用類似設計的孟加拉國國民議會廳時指出：「這種設計最主要是考量到採光需求，而非某些評論家所認為是在刻意製造類似『廢墟』的造型。」他在同文的下一段落接著指出，圖書館外牆的四個角之所以採倒角而非直角設計是為了說明鋼筋混凝土等新式工法問世後，牆角對於建築結構的重要性已大幅降低。:540

## 榮譽
- 1997年，菲利普斯埃克塞特學院圖書館因建築史意義重大而獲美國建築師學會頒發的二十五年獎，該獎項每年僅有一座建築物獲獎。[1]
- 2005年，美國郵政署將菲利普斯埃克塞特學院圖書館列入美國現代主義建築的12大傑作，並推出該圖書館的紀念郵票。[21]
- 2007年，菲利普斯埃克塞特學院圖書館於美國建築師學會所發布的美國最喜愛建築列表中名列第80名。[22]

## 外部連結
- 官方網站 （页面存档备份，存于），點選「About Us」可瀏覽有關圖書館建築的介紹。（英文）
- "The Tectonic Integration of Louis I. Kahn′s Exeter Library" （页面存档备份，存于），有關本建築的論文，內有對結構設計詳細的介紹，並附有分解圖。（英文）